# Ḩasanābād-e Zandī
Ḩasanābād-e Zandī (persiska: حسن آباد زندی, Ḩasanābād) är en ort i Iran.   Den ligger i provinsen Kerman, i den centrala delen av landet, 700 km sydost om huvudstaden Teheran. Ḩasanābād-e Zandī ligger 1 423 meter över havet och antalet invånare är 313.
Terrängen runt Ḩasanābād-e Zandī är platt.Runt Ḩasanābād-e Zandī är det ganska glesbefolkat, med 42 invånare per kvadratkilometer. Närmaste större samhälle är Dīfeh Āqā, 12,8 km sydost om Ḩasanābād-e Zandī. Trakten runt Ḩasanābād-e Zandī är ofruktbar med lite eller ingen växtlighet.